# Wagner, Bahia
Wagner är en kommun i Brasilien.   Den ligger i delstaten Bahia, i den östra delen av landet, 800 km nordost om huvudstaden Brasília. Antalet invånare är 8 983.
Omgivningarna runt Wagner är huvudsakligen savann. Runt Wagner är det glesbefolkat, med 15 invånare per kvadratkilometer.